# Kippa

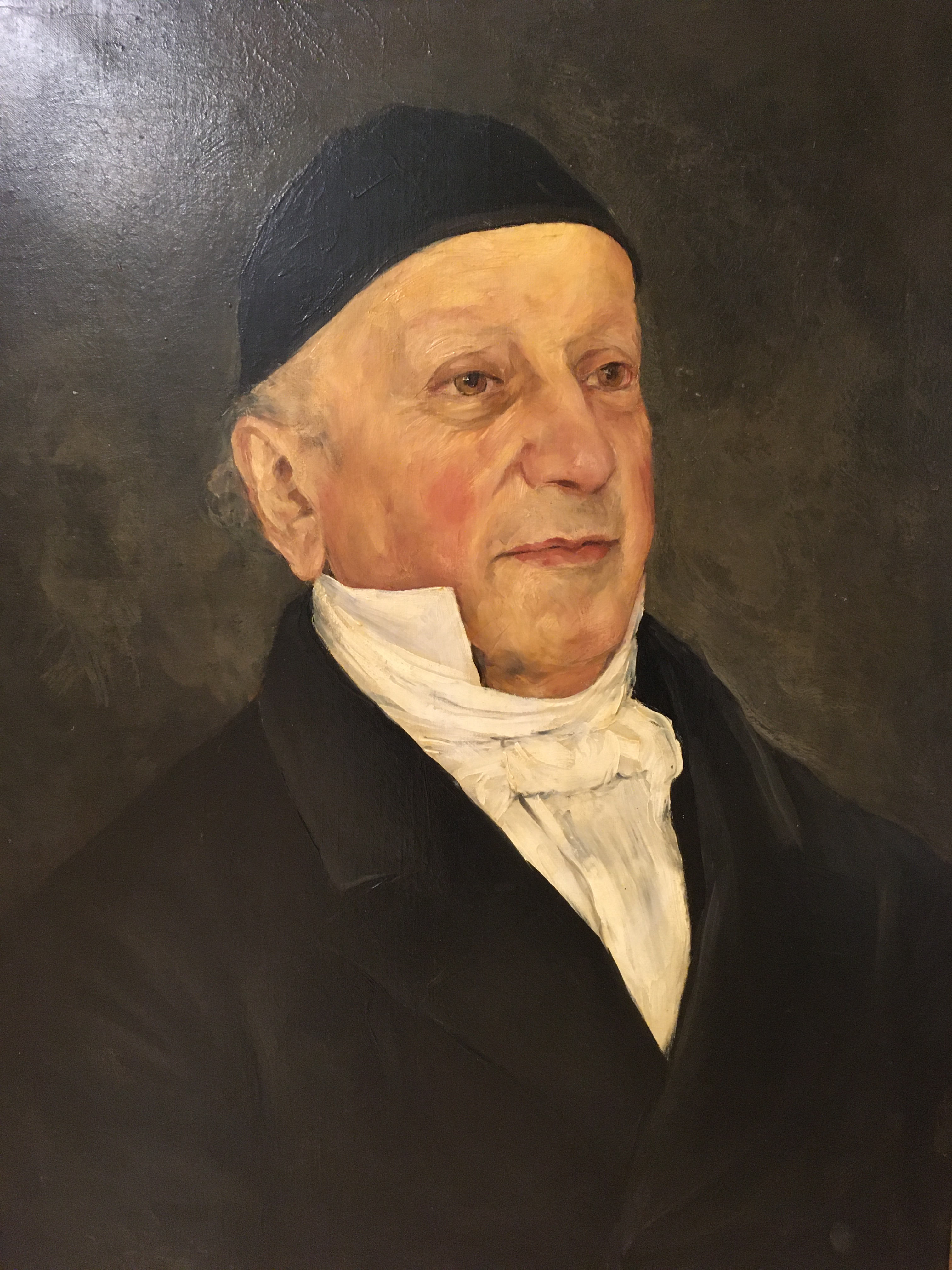
Aron Marcus (1800-1882) målad av Ernst Josephson med kippan på.

Kippa, på jiddisch kallad yarmulke eller kapl, är en huvudbonad i form av en huvudduk eller kalott och som traditionellt bärs av judiska män i synagogan och vid andra religiösa tillfällen som ett tecken på vördnad inför Gud. 
Ortodoxa judiska män bär alltid kippa, då det står i Talmud att ingen bör gå ens fyra steg utan att täcka sitt huvud. Kippan kan ha alla möjliga färger, former, mönster och material, huvudsaken är att den täcker hjässan. Ortodoxa män bär ofta en mörk eller svart kippa som i stil med deras övriga klädsel i svart och vitt är modest.
I Israel kan man med hjälp av kippan få en fingervisning om en judisk mans grupptillhörighet. Många undantag till detta finns. Dock brukar den grupp som kallar sig modernt ortodoxa, den så kallade nationalreligiösa gruppen ha virkade kippor. Storleken på den virkade kippan kan ge vägledning om mannens politiska åsikter. En större virkad kippa bärs av män med mer högerinriktade åsikter. Många traditionella som inte vill påta sig en politisk ståndpunkt väljer ofta en mindre kippa som kan vara virkad, av tyg eller mocka.
I Sverige ger kippans utseende oftast ingen vägledning beträffande enskildas politiska åsikter.
Bland konservativa och reformistiska judar förekommer det att kvinnor bär kippa; vid egalitära gudstjänster är det vid vissa förrättningar nödvändigt att kvinnor bär kippa och tallit.
Det förekommer också att icke-judar bär kippa för att visa solidaritet med judar, som t.ex. vid s.k. kippavandringar.

## Galleri

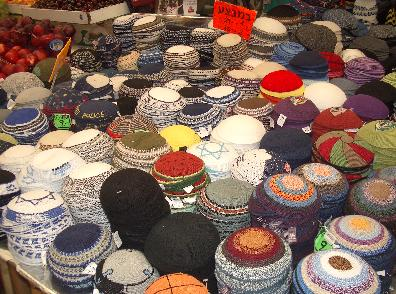
Kippor.
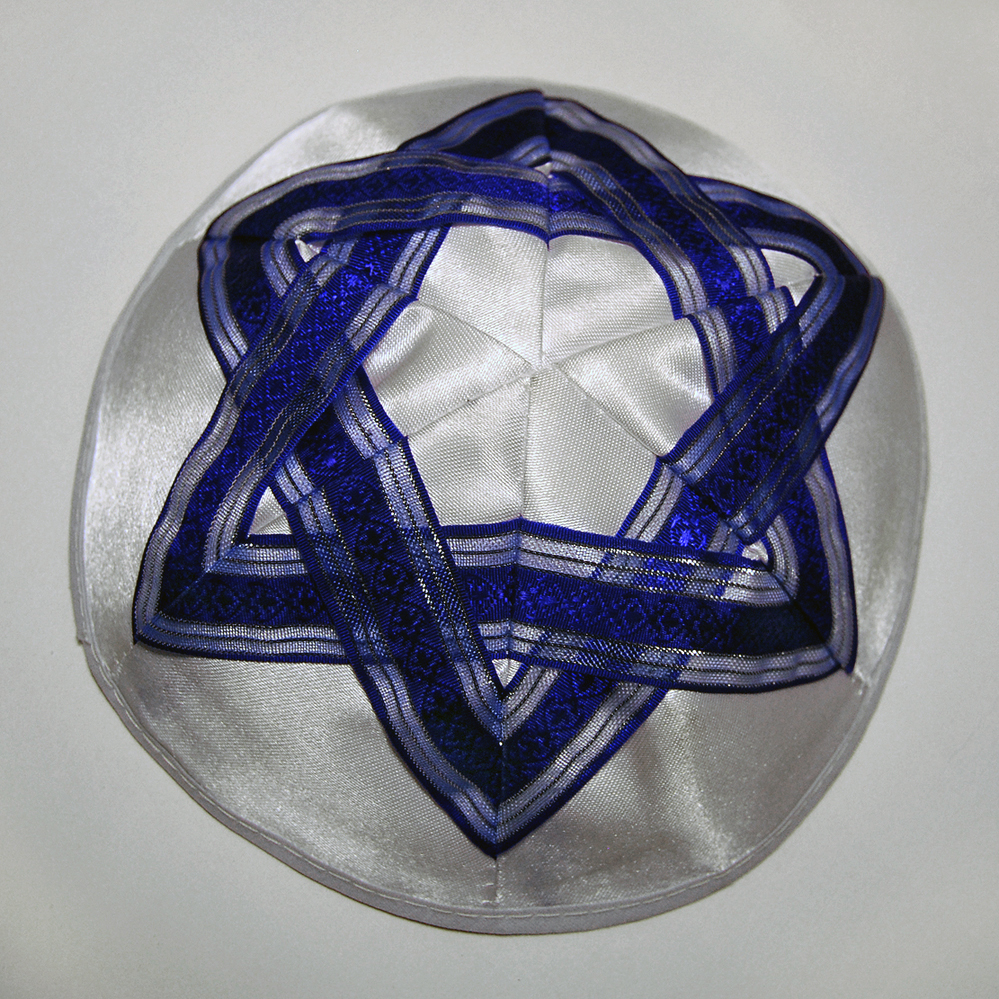
En kippa med blått sidenband.
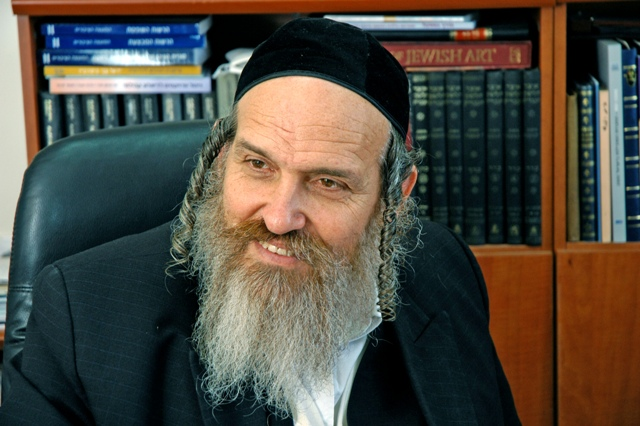
En judisk man med kippa.
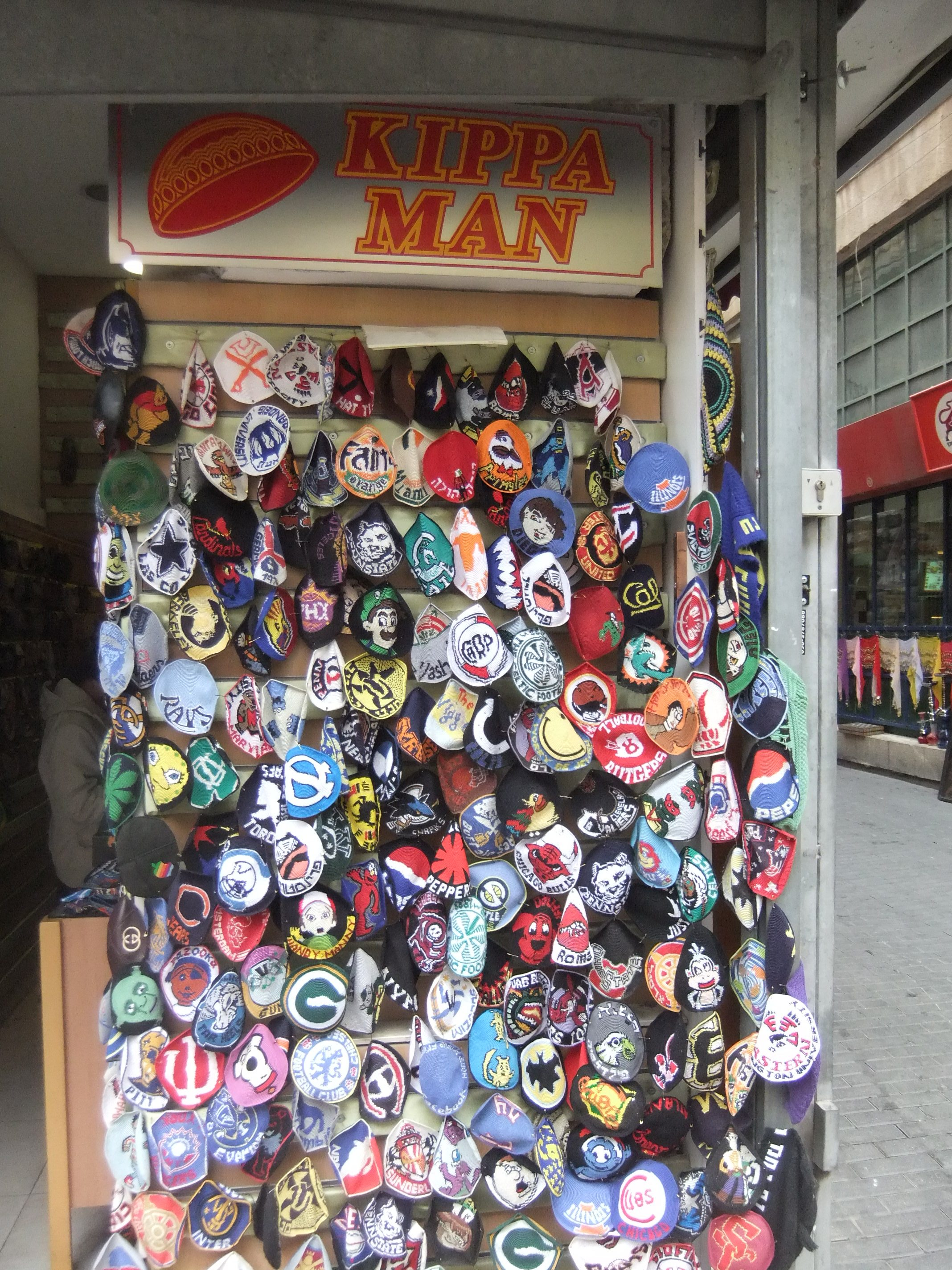
Försäljning av kippor i Jerusalem.
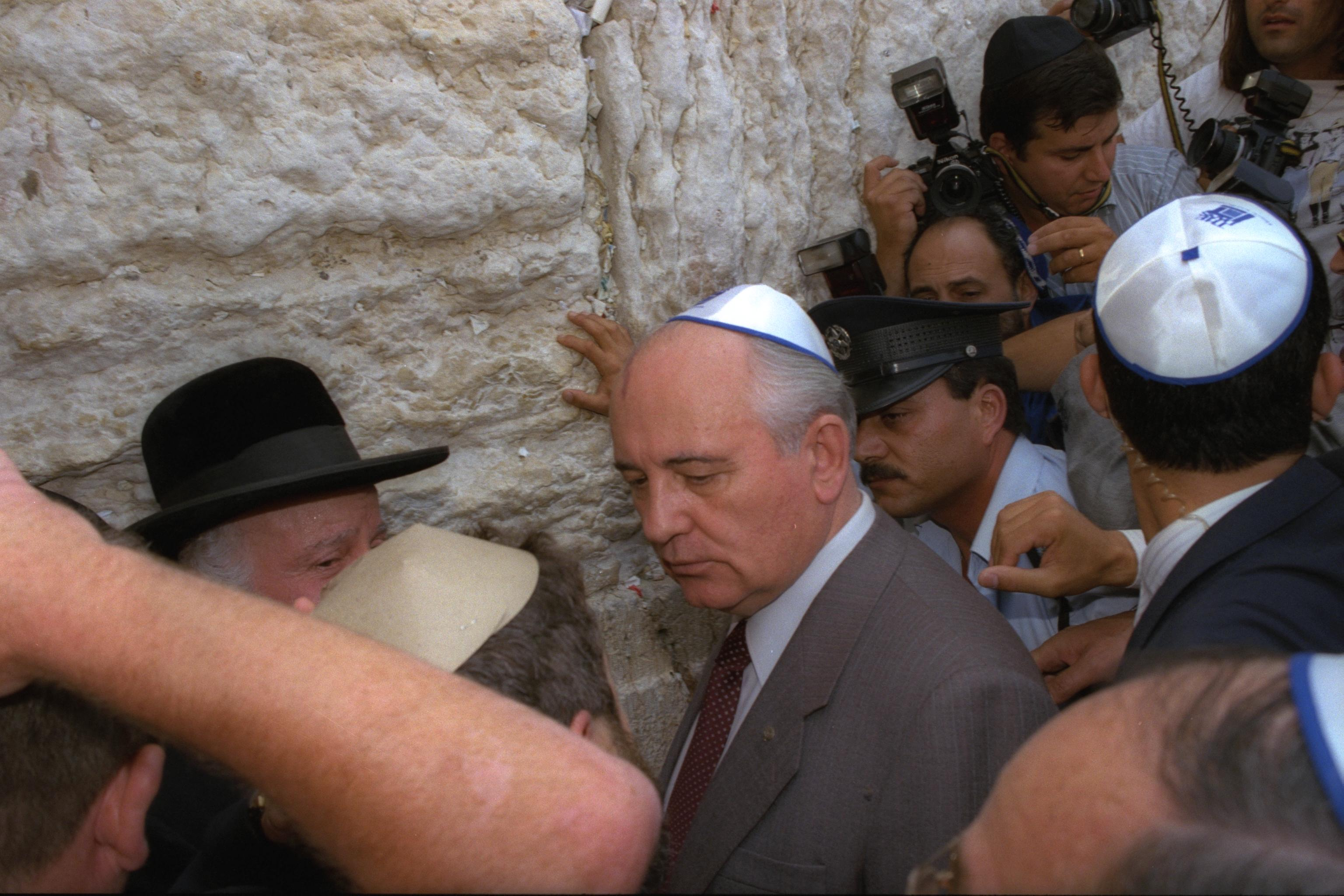
Michael Gorbatjov bär kippa i Jerusalem 1992.